# Mycalesis campa
Mycalesis campa är en fjärilsart som beskrevs av Karsch 1893. Mycalesis campa ingår i släktet Mycalesis och familjen praktfjärilar. Inga underarter finns listade i Catalogue of Life.